# Tân Lập, Mộc Châu
Tân Lập là một xã thuộc huyện Mộc Châu, tỉnh Sơn La, Việt Nam.
Xã Tân Lập có diện tích 98,14 km², dân số năm 1999 là 6.084 người, mật độ dân số đạt 62 người/km².